# Mezei Éva
Mezei Éva (Budapest, 1929. február 3. – Budapest , 1986. október 16.) magyar  rendező. 

## Életpályája
A Színház- és Filmművészeti Főiskola rendezői tanszakán  végzett 1951-ben. Először a Vidám Színpadhoz szerződött, majd Egerben rendezett. 1957-től a Népművelési Intézet munkatársaként az amatőr színjátszás módszertani irányítója lett. Rendezett a rádióban, 1967-től a Pannónia Filmstúdióban mint szinkronrendező dolgozott. A 25. színházból indult a Pinceszínház. 1985-től a budapesti Pinceszínház igazgatója volt. Az Egyetemi Színpad rendezője. Az Universitas egyetemi amatőr színjátszó együttes vezető rendezője volt. A Bárczi Gusztáv Gyógypedagógiai Főiskolán alakította meg és szervezte a Gyerekjátékszínt.

## Főbb rendezései
- Szigligeti Ede: Liliomfi;
- Gyöngyössi Imre: Barokk passió;
- J. Anouilh: Medea;
- Babits Mihály: Laodomeia.

## Emlék könyve
"Az élet tanítható" Mezei Éva rendező, drámapedagógus szellemi öröksége. 2008. Szerkesztette Illés Klára. ISBN 978-963-370-632-9